# Кусоты
Кусо́ты (бур. Хүсөөтэ) — улус в Мухоршибирском районе Бурятии. Административный центр сельского поселения «Кусотинское».

## География
Улус расположен у подножия хребта Цаган-Дабан, по северной стороне автодороги местного значения Тугнуй — Саган-Нур, в 62 км к северо-востоку от села Мухоршибирь, на правом берегу речки Кусоты (правый приток Тугнуя), при впадении в неё речки Дабан-Аман. В 7 км к востоку от улуса находится посёлок Саган-Нур.

## Население
| 2002 | 2010 |
| ---- | ---- |
| 875  | ↘703 |